# Pimelodella steindachneri
Pimelodella steindachneri is een straalvinnige vissensoort uit de familie van de antennemeervallen (Heptapteridae). De wetenschappelijke naam van de soort is voor het eerst geldig gepubliceerd in 1917 door Carl H. Eigenmann. De naam is een eerbetoon aan de bekende ichtyoloog Franz Steindachner.